# Pásková příze

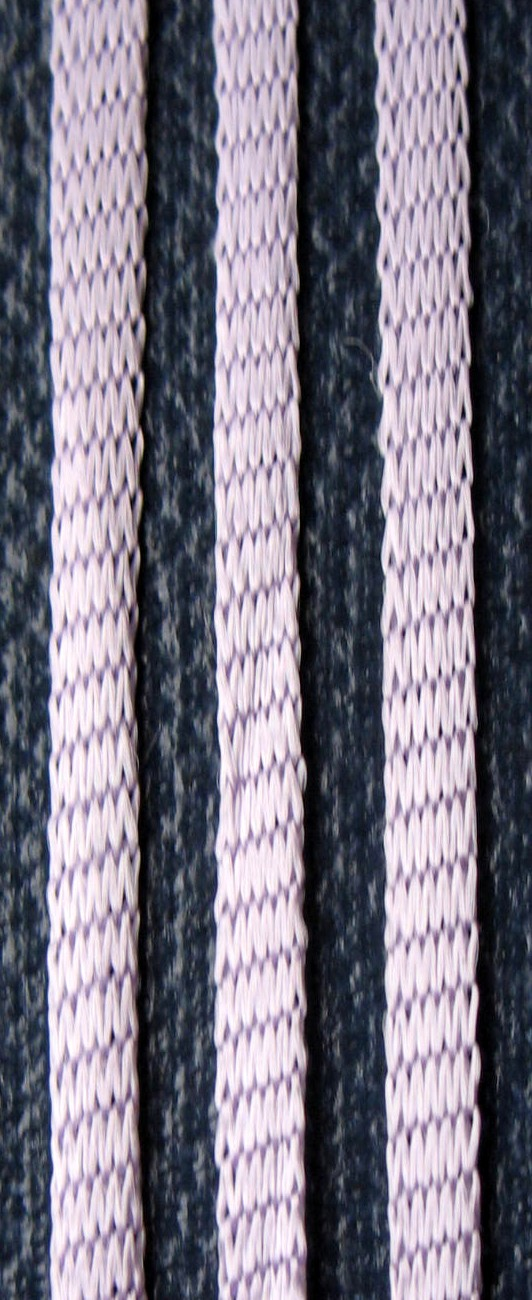
Pásková příze z viskózy 435 tex

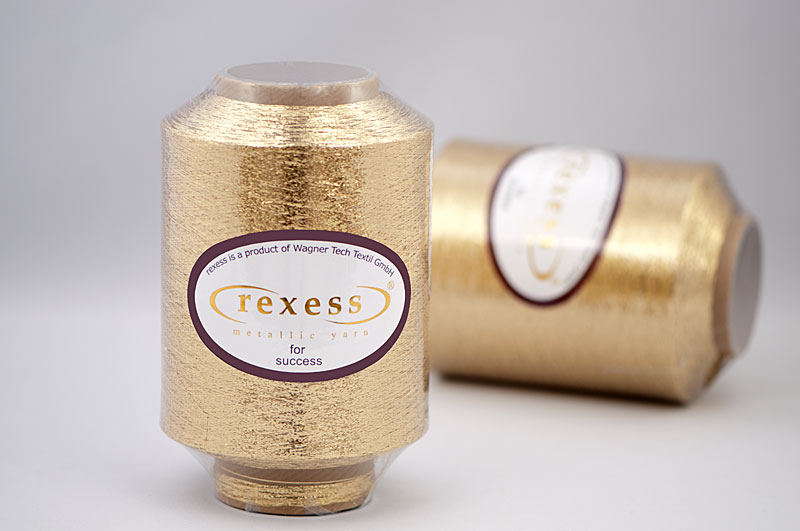
Příze z fóliových pásků (hliník/polyester)

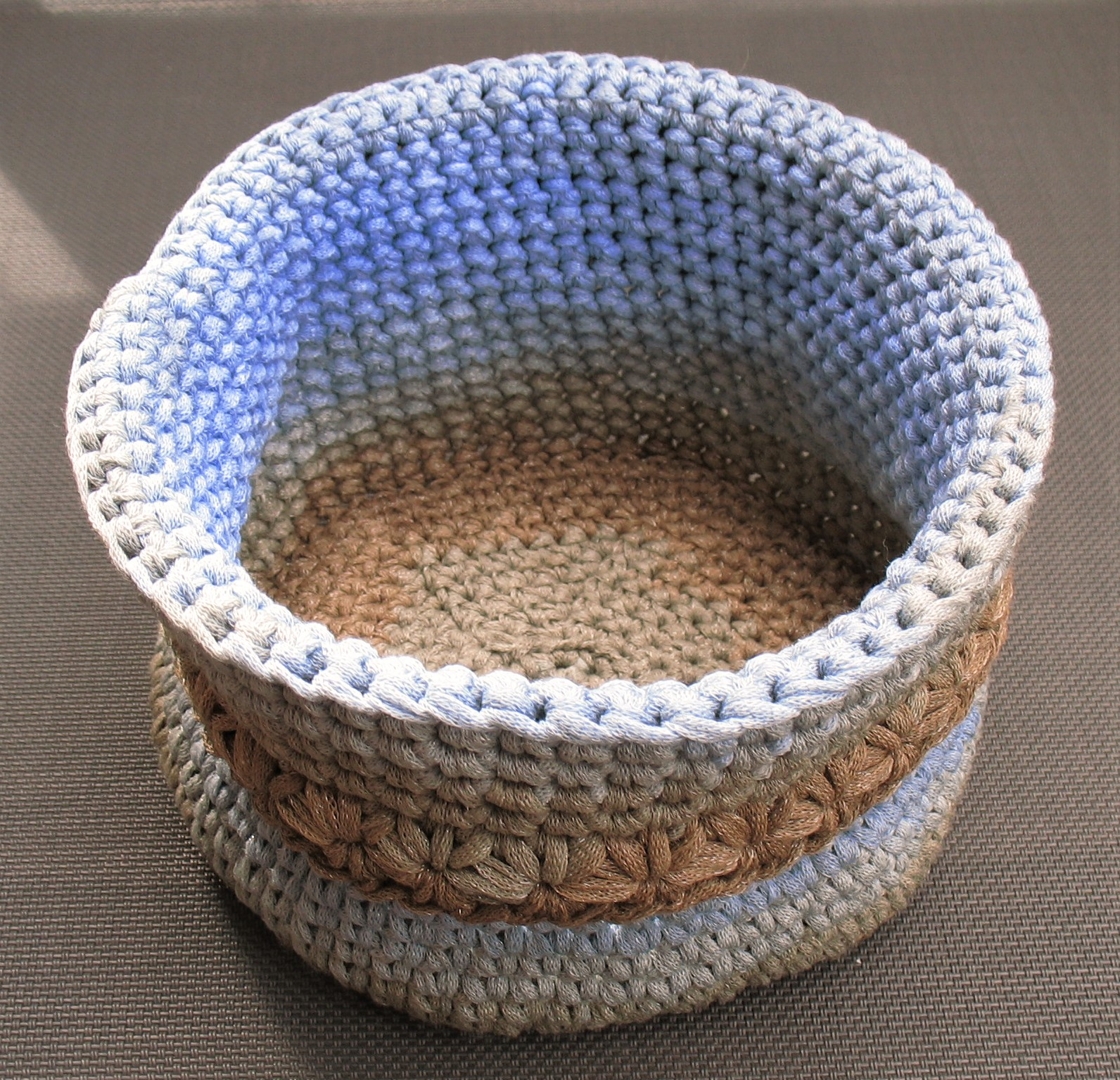
Košík háčkovaný z bavlněné páskové příze

Pásková příze (anglicky tape yarn, německy Bändchengarn) je plošná textilie vyrobená zátažným nebo osnovním pletením, splétáním, proplétáním  nebo tkaním   různých textilních materiálů nebo i stříháním plastikové fólie. 
Pod názvem pásková příze jsou tyto materiály asi od poslední třetiny 20. století nabízeny v maloobchodě jako druh efektních přízí vhodných zejména k ručnímu pletení. Dostupné odborné publikace se sice zmiňují o jejich existenci,  ale ani údaje o rozměrech, o struktuře ani o rozlišení páskové příze např. od stuh, od pertlí a mnoha dalších výrobků nebyly však dosud (do roku 2013) zveřejněny.
Snímek vlevo znázorňuje vzorek italského výrobku nabízeného jako pásková příze v německém maloobchodě v 80. letech 20. století.